# غارنت بورتر
غارنت بورتر (بالإنجليزية: Garnet Porter)‏ هو رئيس تحرير صحيفة أمريكي، ولد في 27 مايو 1866، وتوفي في 6 مارس 1945.